# گلابی شیپووا
گلابی شیپووا یا گلابی بولویلر یک میوه پیوندی از گلابی اروپایی و گیاهی موسوم به کامان وایت‌بیم (به انگلیسی: Common Whitebeam) می‌باشد. درخت گلابی شیپووا ۱۰ تا ۱۸ متر بلندی دارد. برگ این درخت از نوع برگریز می‌باشد. هر برگ دارای پهنای ۵ تا ۶ و درازای ۷ تا ۱۱ سانتی‌متر است. بلندی این میوه حدود ۲٫۵ تا ۳ سانتی‌متر می‌باشد. گلابی شیپووا قابل خوردن است و مزه آن شیرین و شبیه گلابی آسیایی است. رنگ داخل میوه تقریباً زرد رنگ است.